# 2001-es Le Mans-i 24 órás verseny

A 69. Le Mans-i 24 órás versenyt 2001. június 16. és június 17. között rendezték meg.

## Végeredmény
| Helyezés | Kategória | #  | Csapat                                           | Versenyző                                                 | Modell                           | Gumi | Körök |
| Helyezés | Kategória | #  | Csapat                                           | Versenyző                                                 | Motor                            | Gumi | Körök |
| -------- | --------- | -- | ------------------------------------------------ | --------------------------------------------------------- | -------------------------------- | ---- | ----- |
| 1        | LMP900    | 1  | Audi Sport Team Joest                            | Frank Biela Emanuele Pirro Tom Kristensen                 | Audi R8                          | M    | 321   |
| 1        | LMP900    | 1  | Audi Sport Team Joest                            | Frank Biela Emanuele Pirro Tom Kristensen                 | Audi 3.6L Turbo V8               | M    | 321   |
| 2        | LMP900    | 2  | Audi Sport North America                         | Laurent Aïello Rinaldo Capello Christian Pescatori        | Audi R8                          | M    | 320   |
| 2        | LMP900    | 2  | Audi Sport North America                         | Laurent Aïello Rinaldo Capello Christian Pescatori        | Audi 3.6L Turbo V8               | M    | 320   |
| 3        | LMGTP     | 8  | Team Bentley                                     | Andy Wallace Butch Leitzinger Eric van de Poele           | Bentley EXP Speed 8              | D    | 306   |
| 3        | LMGTP     | 8  | Team Bentley                                     | Andy Wallace Butch Leitzinger Eric van de Poele           | Bentley (Audi) 3.6L Turbo V8     | D    | 306   |
| 4        | LMP900    | 16 | Team PlayStation Oreca                           | Olivier Beretta Karl Wendlinger Pedro Lamy                | Chrysler LMP                     | M    | 298   |
| 4        | LMP900    | 16 | Team PlayStation Oreca                           | Olivier Beretta Karl Wendlinger Pedro Lamy                | Chrysler (Mopar) 6.0L V8         | M    | 298   |
| 5        | LMP675    | 38 | ROC Auto                                         | Jordi Gené Jean-Denis Délétraz Pascal Fabre               | Reynard 2KQ-LM                   | M    | 284   |
| 5        | LMP675    | 38 | ROC Auto                                         | Jordi Gené Jean-Denis Délétraz Pascal Fabre               | Volkswagen HPT16 2.0L Turbo I4   | M    | 284   |
| 6        | GT        | 83 | Seikel Motorsport                                | Gabrio Rosa Fabio Babini Luca Drudi                       | Porsche 911 GT3-RS               | Y    | 283   |
| 6        | GT        | 83 | Seikel Motorsport                                | Gabrio Rosa Fabio Babini Luca Drudi                       | Porsche 3.6L Flat-6              | Y    | 283   |
| 7        | GT        | 77 | Freisinger Motorsport                            | Gunnar Jeannette Romain Dumas Philippe Haezebrouck        | Porsche 911 GT3-RS               | Y    | 282   |
| 7        | GT        | 77 | Freisinger Motorsport                            | Gunnar Jeannette Romain Dumas Philippe Haezebrouck        | Porsche 3.6L Flat-6              | Y    | 282   |
| 8        | GTS       | 63 | Corvette Racing                                  | Ron Fellows Scott Pruett Johnny O'Connell                 | Chevrolet Corvette C5-R          | G    | 278   |
| 8        | GTS       | 63 | Corvette Racing                                  | Ron Fellows Scott Pruett Johnny O'Connell                 | Chevrolet LS7R 7.0L V8           | G    | 278   |
| 9        | GT        | 75 | Perspective Racing                               | Thierry Perrier Michel Neugarten Nigel Smith              | Porsche 911 GT3-RS               | D    | 275   |
| 9        | GT        | 75 | Perspective Racing                               | Thierry Perrier Michel Neugarten Nigel Smith              | Porsche 3.6L Flat-6              | D    | 275   |
| 10       | GT        | 80 | Larbre Compétition                               | Jean-Luc Chereau Patrice Goueslard Sébastien Dumez        | Porsche 911 GT3-RS               | M    | 274   |
| 10       | GT        | 80 | Larbre Compétition                               | Jean-Luc Chereau Patrice Goueslard Sébastien Dumez        | Porsche 3.6L Flat-6              | M    | 274   |
| 11       | GT        | 72 | Team Taisan Advan                                | Hideo Fukuyama Atsushi Yogo Kazuyuki Nishikawa            | Porsche 911 GT3-RS               | Y    | 273   |
| 11       | GT        | 72 | Team Taisan Advan                                | Hideo Fukuyama Atsushi Yogo Kazuyuki Nishikawa            | Porsche 3.6L Flat-6              | Y    | 273   |
| 12       | GT        | 82 | Seikel Motorsport                                | Tony Burgess Max Cohen-Olivar Andrew Bagnall              | Porsche 911 GT3-RS               | Y    | 272   |
| 12       | GT        | 82 | Seikel Motorsport                                | Tony Burgess Max Cohen-Olivar Andrew Bagnall              | Porsche 3.6L Flat-6              | Y    | 272   |
| 13       | LMP900    | 17 | Pescarolo Sport                                  | Sébastien Bourdais Jean-Christophe Boullion Laurent Rédon | Courage C60                      | M    | 271   |
| 13       | LMP900    | 17 | Pescarolo Sport                                  | Sébastien Bourdais Jean-Christophe Boullion Laurent Rédon | Peugeot A32 3.2L Turbo V6        | M    | 271   |
| 14       | GTS       | 64 | Corvette Racing                                  | Andy Pilgrim Kelly Collins Franck Fréon                   | Chevrolet Corvette C5-R          | G    | 271   |
| 14       | GTS       | 64 | Corvette Racing                                  | Andy Pilgrim Kelly Collins Franck Fréon                   | Chevrolet LS7R 7.0L V8           | G    | 271   |
| 15       | LMP900    | 6  | DAMS                                             | Wayne Taylor Max Angelelli Christophe Tinseau             | Cadillac Northstar LMP01         | M    | 270   |
| 15       | LMP900    | 6  | DAMS                                             | Wayne Taylor Max Angelelli Christophe Tinseau             | Cadillac Northstar 4.0L Turbo V8 | M    | 270   |
| 16       | GT        | 76 | PK Sport Ricardo Engineering                     | Mike Youles Dave Warnock Stephen Day                      | Porsche 911 GT3-RS               | D    | 265   |
| 16       | GT        | 76 | PK Sport Ricardo Engineering                     | Mike Youles Dave Warnock Stephen Day                      | Porsche 3.6L Flat-6              | D    | 265   |
| 17       | GT        | 74 | Warm-Up Luc Alphand Aventures JMB Racing         | Luc Alphand Michel Ligonnet Luis Marques                  | Porsche 911 GT3-RS               | M    | 265   |
| 17       | GT        | 74 | Warm-Up Luc Alphand Aventures JMB Racing         | Luc Alphand Michel Ligonnet Luis Marques                  | Porsche 3.6L Flat-6              | M    | 265   |
| 18       | GTS       | 60 | Saleen-Allen Speedlab                            | Franz Konrad Oliver Gavin Terry Borcheller                | Saleen S7-R                      | G    | 246   |
| 18       | GTS       | 60 | Saleen-Allen Speedlab                            | Franz Konrad Oliver Gavin Terry Borcheller                | Ford 7.0L V8                     | G    | 246   |
| 19       | LMP675    | 30 | Gerard Welter                                    | Stéphane Daoudi Yojiro Terada Jean-René de Fournoux       | WR LMP01                         | M    | 245   |
| 19       | LMP675    | 30 | Gerard Welter                                    | Stéphane Daoudi Yojiro Terada Jean-René de Fournoux       | Peugeot 2.0L Turbo I4            | M    | 245   |
| 20       | GTS       | 58 | Larbre Compétition                               | Christophe Bouchut Jean-Philippe Belloc Tiago Monteiro    | Chrysler Viper GTS-R             | M    | 234   |
| 20       | GTS       | 58 | Larbre Compétition                               | Christophe Bouchut Jean-Philippe Belloc Tiago Monteiro    | Chrysler 8.0L V10                | M    | 234   |
| 21 NC    | GT        | 79 | Noël del Bello racing                            | Sylvain Noël Jean-Luc Maury-Lauribière Georges Forgeois   | Porsche 911 GT3-RS               | D    | 193   |
| 21 NC    | GT        | 79 | Noël del Bello racing                            | Sylvain Noël Jean-Luc Maury-Lauribière Georges Forgeois   | Porsche 3.6L Flat-6              | D    | 193   |
| 22 DNF   | LMP900    | 14 | Viper Team Oreca                                 | Ara Szeidzsi Masahiko Kondo Ni Amorim                     | Chrysler LMP                     | M    | 243   |
| 22 DNF   | LMP900    | 14 | Viper Team Oreca                                 | Ara Szeidzsi Masahiko Kondo Ni Amorim                     | Chrysler (Mopar) 6.0L V8         | M    | 243   |
| 23 DNF   | GTS       | 62 | Ecurie Ecosse Ray Mallock Ltd. (RML)             | Johnny Mowlem Ian McKellar Bruno Lambert                  | Saleen S7-R                      | D    | 175   |
| 23 DNF   | GTS       | 62 | Ecurie Ecosse Ray Mallock Ltd. (RML)             | Johnny Mowlem Ian McKellar Bruno Lambert                  | Ford 7.0L V8                     | D    | 175   |
| 24 DNF   | LMP900    | 9  | Racing for Holland                               | Jan Lammers Donny Crevels Val Hillebrand                  | Dome S101                        | M    | 156   |
| 24 DNF   | LMP900    | 9  | Racing for Holland                               | Jan Lammers Donny Crevels Val Hillebrand                  | Judd GV4 4.0L V10                | M    | 156   |
| 25 DNF   | LMP900    | 20 | Team Ascari                                      | Werner Lupberger Ben Collins Harri Toivonen               | Ascari A410                      | G    | 134   |
| 25 DNF   | LMP900    | 20 | Team Ascari                                      | Werner Lupberger Ben Collins Harri Toivonen               | Judd GV4 4.0L V10                | G    | 134   |
| 26 DNF   | LMP900    | 15 | Viper Team Oreca                                 | Yannick Dalmas Stéphane Sarrazin Franck Montagny          | Chrysler LMP                     | M    | 126   |
| 26 DNF   | LMP900    | 15 | Viper Team Oreca                                 | Yannick Dalmas Stéphane Sarrazin Franck Montagny          | Chrysler (Mopar) 6.0L V8         | M    | 126   |
| 27 DNF   | GT        | 70 | Aspen Knolls Racing Michael Colucci Racing (MCR) | Bob Mazzuoccola Vic Rice Cort Wagner                      | Callaway C12-R                   | G    | 98    |
| 27 DNF   | GT        | 70 | Aspen Knolls Racing Michael Colucci Racing (MCR) | Bob Mazzuoccola Vic Rice Cort Wagner                      | Chevrolet 7.0L V8                | G    | 98    |
| 28 DNF   | LMP675    | 36 | Dick Barbour Racing                              | Didier de Radigues Sascha Maassen Hideshi Matsuda         | Reynard 01Q-LM                   | G    | 95    |
| 28 DNF   | LMP675    | 36 | Dick Barbour Racing                              | Didier de Radigues Sascha Maassen Hideshi Matsuda         | Judd GV675 3.4L V8               | G    | 95    |
| 29 DNF   | LMP675    | 32 | KnightHawk Racing Roock Racing International     | Claudia Hürtgen Rick Fairbanks Chris Gleason              | Lola B2K/40                      | A    | 94    |
| 29 DNF   | LMP675    | 32 | KnightHawk Racing Roock Racing International     | Claudia Hürtgen Rick Fairbanks Chris Gleason              | Nissan 3.4L V6                   | A    | 94    |
| 30 DNF   | LMP675    | 33 | MG Sport & Racing Ltd.                           | Julian Bailey Mark Blundell Kevin McGarrity               | MG-Lola EX257                    | M    | 92    |
| 30 DNF   | LMP675    | 33 | MG Sport & Racing Ltd.                           | Julian Bailey Mark Blundell Kevin McGarrity               | MG (AER) XP20 2.0L Turbo I4      | M    | 92    |
| 31 DNF   | LMP900    | 11 | Panoz Motorsports                                | Klaus Graf Jamie Davies Gary Formato                      | Panoz LMP07                      | M    | 86    |
| 31 DNF   | LMP900    | 11 | Panoz Motorsports                                | Klaus Graf Jamie Davies Gary Formato                      | Élan (Zytek) 4.0L V8             | M    | 86    |
| 32 DNF   | LMP900    | 12 | Panoz Motorsports                                | David Brabham Jan Magnussen Franck Lagorce                | Panoz LMP07                      | M    | 85    |
| 32 DNF   | LMP900    | 12 | Panoz Motorsports                                | David Brabham Jan Magnussen Franck Lagorce                | Élan (Zytek) 4.0L V8             | M    | 85    |
| 33 DNF   | LMP900    | 3  | Champion Racing                                  | Johnny Herbert Didier Theys Ralf Kelleners                | Audi R8                          | M    | 81    |
| 33 DNF   | LMP900    | 3  | Champion Racing                                  | Johnny Herbert Didier Theys Ralf Kelleners                | Audi 3.6L Turbo V8               | M    | 81    |
| 34 DNF   | LMP900    | 10 | Team Den Blå Avis Team Goh                       | John Nielsen Hiroki Katoh Casper Elgaard                  | Dome S101                        | G    | 66    |
| 34 DNF   | LMP900    | 10 | Team Den Blå Avis Team Goh                       | John Nielsen Hiroki Katoh Casper Elgaard                  | Judd GV4 4.0L V10                | G    | 66    |
| 35 DNF   | LMP900    | 21 | Team Ascari                                      | Klaas Zwart Xavier Pompidou Scott Maxwell                 | Ascari A410                      | G    | 66    |
| 35 DNF   | LMP900    | 21 | Team Ascari                                      | Klaas Zwart Xavier Pompidou Scott Maxwell                 | Judd GV4 4.0L V10                | G    | 66    |
| 36 DNF   | GTS       | 55 | Paul Belmondo Racing                             | Vincent Vosse Vanina Ickx Carl Rosenblad                  | Chrysler Viper GTS-R             | D    | 61    |
| 36 DNF   | GTS       | 55 | Paul Belmondo Racing                             | Vincent Vosse Vanina Ickx Carl Rosenblad                  | Chrysler 8.0L V10                | D    | 61    |
| 37 DNF   | LMGTP     | 7  | Team Bentley                                     | Martin Brundle Stéphane Ortelli Guy Smith                 | Bentley EXP Speed 8              | D    | 56    |
| 37 DNF   | LMGTP     | 7  | Team Bentley                                     | Martin Brundle Stéphane Ortelli Guy Smith                 | Bentley (Audi) 3.6L Turbo V8     | D    | 56    |
| 38 DNF   | LMP900    | 5  | DAMS                                             | Eric Bernard Emmanuel Collard Marc Goossens               | Cadillac Northstar LMP01         | M    | 56    |
| 38 DNF   | LMP900    | 5  | DAMS                                             | Eric Bernard Emmanuel Collard Marc Goossens               | Cadillac Northstar 4.0L Turbo V8 | M    | 56    |
| 39 DNF   | LMP900    | 19 | SMG Compétition                                  | Philippe Gache Jérôme Policand Anthony Beltoise           | Courage C60                      | M    | 51    |
| 39 DNF   | LMP900    | 19 | SMG Compétition                                  | Philippe Gache Jérôme Policand Anthony Beltoise           | Judd GV4 4.0L V10                | M    | 51    |
| 40 DNF   | GTS       | 56 | Paul Belmondo Racing                             | Grégoire de Galzain Anthony Kumpen Jean-Claude Lagniez    | Chrysler Viper GTS-R             | D    | 44    |
| 40 DNF   | GTS       | 56 | Paul Belmondo Racing                             | Grégoire de Galzain Anthony Kumpen Jean-Claude Lagniez    | Chrysler 8.0L V10                | D    | 44    |
| 41 DNF   | GT        | 71 | Racing Engineering                               | Robert Donovan Terry Lingner Chris MacAllister            | Porsche 911 GT3-RS               | D    | 44    |
| 41 DNF   | GT        | 71 | Racing Engineering                               | Robert Donovan Terry Lingner Chris MacAllister            | Porsche 3.6L Flat-6              | D    | 44    |
| 42 DNF   | LMP900    | 18 | Pescarolo Sport                                  | Emmanuel Clerico Didier Cottaz Boris Derichebourg         | Courage C60                      | M    | 42    |
| 42 DNF   | LMP900    | 18 | Pescarolo Sport                                  | Emmanuel Clerico Didier Cottaz Boris Derichebourg         | Peugeot A32 3.2L Turbo V6        | M    | 42    |
| 43 DNF   | LMP900    | 4  | Johansson Motorsport                             | Stefan Johansson Tom Coronel Patrick Lemarié              | Audi R8                          | M    | 35    |
| 43 DNF   | LMP900    | 4  | Johansson Motorsport                             | Stefan Johansson Tom Coronel Patrick Lemarié              | Audi 3.6L Turbo V8               | M    | 35    |
| 44 DNF   | LMP675    | 34 | MG Sport & Racing Ltd.                           | Anthony Reid Warren Hughes Jonny Kane                     | MG-Lola EX257                    | M    | 30    |
| 44 DNF   | LMP675    | 34 | MG Sport & Racing Ltd.                           | Anthony Reid Warren Hughes Jonny Kane                     | MG (AER) XP20 2.0L Turbo I4      | M    | 30    |
| 45 DNF   | LMP675    | 37 | Dick Barbour Racing                              | John Graham Milka Duno David Murry                        | Reynard 01Q-LM                   | G    | 4     |
| 45 DNF   | LMP675    | 37 | Dick Barbour Racing                              | John Graham Milka Duno David Murry                        | Judd GV675 3.4L V8               | G    | 4     |
| 46 DNF   | GTS       | 61 | Konrad Motorsport                                | Walter Brun Toni Seiler Charles Slater                    | Saleen S7-R                      | G    | 4     |
| 46 DNF   | GTS       | 61 | Konrad Motorsport                                | Walter Brun Toni Seiler Charles Slater                    | Ford 7.0L V8                     | G    | 4     |
| 47 DNF   | GTS       | 57 | Equipe de France FFSA Epsilon Sport Oreca        | David Terrien Jonathan Cochet Jean-Philippe Dayraut       | Chrysler Viper GTS-R             | M    | 4     |
| 47 DNF   | GTS       | 57 | Equipe de France FFSA Epsilon Sport Oreca        | David Terrien Jonathan Cochet Jean-Philippe Dayraut       | Chrysler 8.0L V10                | M    | 4     |
| 48 DNF   | LMP675    | 35 | S & R Rowan Racing Ltd.                          | Warren Carway Martin O'Connell François Migault           | Pilbeam MP84                     | A    | 3     |
| 48 DNF   | LMP675    | 35 | S & R Rowan Racing Ltd.                          | Warren Carway Martin O'Connell François Migault           | Nissan (AER) VQL 3.0L V6         | A    | 3     |